# 南部の馬玩具
南部の馬玩具（なんぶのばがんぐ）は、岩手県の盛岡市・花巻市、青森県の八戸市など、南部藩とその支藩が治めていた地方で伝承される、馬に取材した郷土玩具である。

## 概要
盛岡藩（＝南部藩）の藩主南部利直が馬の生産を奨励するなど、古来より名馬の産出地として名を馳せていた盛岡、花巻一帯には、馬の玩具や木馬などを製作する伝統が残っている。江戸期に盛んに開かれた馬市や、馬と人間が同じ屋根の下に暮らす「南部曲り家」の存在など、馬は人々の生活と密接していた。馬の勤労に感謝し、息災を祈願するチャグチャグ馬コ、蒼前神社に参詣する折、絵馬を2枚購入し、1枚を奉納、もう1枚を馬に付けて持ち帰る風習など、関連する行事も多かった。そのため、古くから馬の玩具や木馬などが造られ、伝統となった。

## 種類
- 八幡駒馬玩（ばがん）の里・青森県八戸市に伝わる、日本を代表する木彫りの駒。宮城県の木下駒、福島県の三春駒と並んで、「日本三駒」のひとつに数えられる[1][2]。櫛引八幡宮の例大祭の日に開かれる馬市で、売られ行く愛馬の無事を祈って木馬を買い求めたのが始まりという。ナタで削って彩色を施し千代紙を貼り付けたもので、素朴さの中にも堂々たる風格をもつ[1][3]。

- 忍びの駒胴に布帯を巻き、首に鈴を付けた藁製の馬で、縁結びのための呪物。牡馬は口を開き、牝馬は少し小ぶりで口を閉じている。昭和41年の年賀切手の絵柄に採用されたことがある。忍び駒とも。

- 桐馬・チャグチャグ馬祭り「チャグチャグ馬コ」の馬にちなんで鈴と装飾を施した。彩色は黒、白、赤など種々で、木馬風のはめ込み式（桐馬）と木をくり抜いたものの2種類がある。

- 板馬（板駒）紙の垂れで下部を飾った木製の白馬を、四隅に円形の波模様を描いた四輪付きの台車に乗せ、水を渡る馬の姿を模した。源平合戦における宇治川先陣争いでの水上馬に見立てたもの。明治大正期に出版された玩具画集『うないの友』に載る。

- 先陣駒宇治川の戦いで先陣争いをした馬にちなんで考案された、波の模様を描いた台の上に赤い色紙で出来た垂れを付けた。

その他、南部の嫁送り馬、盛岡では、絵馬、御用馬、福馬、若馬、南部馬、みちのく小馬、めんこい小馬、御神馬、首馬、南部駒索、木彫駒、土駒など、花巻では、古代馬（古代駒）、御科馬、吉次馬、人参馬、いななき駒、いずみ駒、神代駒などがある。